# 古内実綱
古内 実綱（ふるうち さねつな、生没年不詳）は、安土桃山時代から江戸時代初期の陸奥国の国人、戦国武将、仙台藩士。古内氏は陸奥石川氏の支族で国分氏の有力家臣であった。福沢舘（現在の宮城県仙台市泉区）の城主。

## 生涯
伊達晴宗の子国分盛重に臣従した。実綱は盛重の娘を娶っていたことから、後に盛重が甥の政宗に事実上追放され外甥の佐竹義宣のもとに出奔したおり、盛重の末子の重広を匿い、養子として育てた。
重広はその利発さから従兄の政宗に召し出され、2代藩主となる従子の忠宗側近となり、国家老に昇進した。後に重広は養子の重安（山口重如の子、重広の外孫）の系統を惣領とし、後年生まれた息子の重直を分家させている。
伊達騒動（寛文事件）で生き残った古内志摩義如は実綱の孫（次男古内義実の子）にあたる。